# Hyphinoe camelus
Hyphinoe camelus är en insektsart som beskrevs av Gray. Hyphinoe camelus ingår i släktet Hyphinoe och familjen hornstritar. Inga underarter finns listade i Catalogue of Life.